# Chomąty
Chomąty (biał. Хамуты, Chamuty; ros. Хомуты, Chomuty) – wieś na Białorusi, w obwodzie grodzieńskim, w rejonie grodzieńskim, w sielsowiecie Porzecze.
W XIX wieku w granicach Imperium Rosyjskiego, w guberni grodzieńskiej. W latach 1921–1939 ówczesna kolonia leżała w Polsce, w województwie białostockim, w powiecie grodzieńskim, w gminie Porzecze.
Według Powszechnego Spisu Ludności z 1921 roku zamieszkiwało tu 99 osób, 66 było wyznania rzymskokatolickiego a 33 prawosławnego. Jednocześnie 72 mieszkańców zadeklarowało polską przynależność narodową a 27 białoruską. Był tu 18 budynków mieszkalnych.
Miejscowość należała do parafii prawosławnej w Jeziorach i rzymskokatolickiej w Nowej Rudzie. Podlegała pod Sąd Grodzki w Druskiennikach i Okręgowy w Grodnie; właściwy urząd pocztowy mieścił się w Porzeczu.
W wyniku napaści ZSRR na Polskę we wrześniu 1939 miejscowość znalazła się pod okupacją radzieckie. 2 listopada została włączona do Białoruskiej SRR. 4 grudnia 1939 włączona do nowo utworzonego obwodu białostockiego. Od czerwca 1941 roku pod okupacją niemiecką. 22 lipca 1941 r. włączona w skład okręgu białostockiego III Rzeszy. W 1944 miejscowość została ponownie zajęta przez wojska radzieckie i włączona do obwodu grodzieńskiego Białoruskiej SRR.